# Shirō Hamaguchi
Shiro Hamaguchi (浜口 史郎?, Hamaguchi Shirō; Fukuoka, 19 novembre 1969) è un compositore giapponese.
Ha lavorato per molti anime (cartoni animati) ed ha arrangiato molti brani di Final Fantasy. 

## Musica Anime
- Oh, mia dea! (2005)
- One Piece: Trappola mortale (con Kōhei Tanaka) (2003)
- Kiddy Grade (2002)
- Final Fantasy: Unlimited, Music Verse 1 (2001)
- Final Fantasy: Unlimited, Music Verse 2 (2001)
- Oh, mia dea!: The Movie (2000)
- One Piece (con Kōhei Tanaka) (1999)
- Jewelpet  (Tinkle, Sunshine) (2010-2011)
- Girls und Panzer (2012)

## Compilations
- Final Fantasy VII Reunion Tracks
- FITHOS LUSEC WECOS VINOSEC: Final Fantasy VIII

Gli arrangiamente erano nuovi, ad eccezione di Liberi Fatali e Ending Theme i quali erano tracce originali di Final Fantasy VIII.
- Final Fantasy IX Original Soundtrack PLUS

Orchestral tracks from the Final Fantasy IX FMV sequences.
- 20020220 music from FINAL FANTASY
- Tour de Japon
- Dear Friends: Music from Final Fantasy
- More Friends: Music from Final Fantasy
- VOICES: Music from Final Fantasy